# Загребельная Слобода
Загребельная Слобода (укр. Загребельна Слобода) — село в Сновском районе Черниговской области Украины. Население 35 человек. Занимает площадь 0,32 км².
Код КОАТУУ: 7425884002. Почтовый индекс: 15214. Телефонный код: +380 4654.

## Власть
Орган местного самоуправления — Новоборовичский сельский совет. Почтовый адрес: 15214, Черниговская обл., Сновский р-н, с. Новые Боровичи, ул. Садовая, 1.